# 朝枝知紘
朝枝 知紘（あさえだ ともひろ、1989年2月15日-）は、日本の俳優。山口県出身。ヒラタオフィス新人部フラッシュアップに所属。

## 出演

### テレビドラマ
- 連続テレビ小説（NHK）
  - ウェルかめ（2008年）サーファー 役
  - 純と愛（2012年）レギュラーホテルスタッフ 役
  - 純と愛スペシャル（2013年）ホテルベルスタッフ 役
- 木曜ミステリー「その男、副署長3」（2009年、テレビ朝日）ホテルマン 役
- GTO（2012年、フジテレビ）亮治の仲間 役
- 東京全力少女 第11話（2012年、日本テレビ）医者 役
- 独身貴族 第3話（2013年、フジテレビ）
- ハニー・トラップ 第9・10話（2013年、フジテレビ）
- HiGH&LOW Season2（2016年、日本テレビ）九龍グループ・家村会 構成員
- 世界の文学がわかる!あらすじ名作劇場「イワンのばか」（2016年4月20日、BS朝日）雄一郎 役
- 男と女のミステリー時代劇 第1話「あだ討ち」（2016年4月5日、BSジャパン）火消しの男 役
- My Life,MY Road～サトミの闘い～（2018年、BS日テレ）島田 役
- 騎士竜戦隊リュウソウジャー 第2話（2019年3月24日、テレビ朝日）三島隆則 役

### 舞台
- RISU PRODUSE vol.20「じぶんさがし」中村利彦役（2018年）
- RISU PRODUSE vol.17「イキザマ3 ～押忍!我が青春に悔いは無し～」（2016年）
- 劇団GENKI特別公演「三日続きの憂鬱」司会者：大蔵みつる役（2014年）
- 舞踊七人の会　かたち「ブレーメンの音楽隊」（2011年）
- システィーナ歌舞伎「GOEMON　石川五右衛門」（2011年）
- Asaeda pro「そして、雪どけの朝に」宇佐川熊晴役（2024年）[1]

### 映画
- 「S -最後の警官- 奪還 RECOVERY OF OUR FUTURE」SST隊員役（2015年）
- 「ホットロード」漠統・野中 役（2014年）

### 広告

#### テレビCM
- AOKI「夏の半額」「3点目でゼロ円」篇（2018年）
- 田辺三菱製薬「胃腸薬ウルソ」（2017年）
- リベルタ「Baby Foot」（2016年）
- ケイ・オプティコム「mineo」（2016年）
- ダスキン 「秋のお掃除 別れの季節」篇（2015年）
- TOYOTA（2014年）
- ゼロネットワークス「バンクタイム」（2014年）
- JAバンク大阪（2010年）

#### WEB
- ティップネス（2015年）
- CASIO「デジタルカメラFR10」（2015年）
- 八王子ホテルニューグランド（2014年）

#### インフォマーシャル
- EX「夢情報～夢野家の人々～」夢野翼役（2013年 - 2014年）
- クラシエフーズ「スカイウォーター」（2014年）
- クレディセゾン（2014年）

### PV
- パクジュニョン「たかが恋、されど愛」（2014年）